# 卡布其街道
卡布其街道，曾是中华人民共和国内蒙古自治区乌海市海勃湾区下辖的一个乡镇级行政单位。2021年12月30日，内蒙古自治区民政厅宣布撤销卡布其街道，辖区并入新华街道。

## 行政区划
卡布其街道下辖以下地区：
。